# Sydney Arthur Fisher
Sydney Arthur Fisher (12. juni 1850 – 9. april 1921) var en canadisk politiker. Han blev født i Montréal, Quebec, og blev uddannet på McGill University og Trinity College, Cambridge.
Han stillede første gang op til underhuset i 1880, men blev ikke valgt ind. Det gjorde han til gengæld i 1882 og 1887. Ved valget i 1891 blev han slået af den konservative Eugène Alphonse Dyer med blot tre stemmer. Han blev valgt ind igen i 1896, og genvalgt i 1900, 1904 og 1908. Fra 1896 til 1911 var han landbrugsminister.